# Puchar Azji w Piłce Nożnej 1956
Puchar Azji 1956 rozgrywany był w Hongkongu. Była to pierwsza edycja tej imprezy.
W imprezie zagrały cztery zespoły:
- Hongkong (jako organizator)
- Korea Południowa (awans z kwalifikacji)
- Izrael (awans z kwalifikacji)
- Wietnam Południowy (awans z kwalifikacji)

## Eliminacje

### Grupa A
Reprezentacje Afganistanu i Pakistanu wycofały się z kwalifikacji, dlatego drużyna Izraela awansowała bez eliminacji.

### Grupa B

#### I runda
| Malezja  | 9 - 2 | Kambodża |
| Kambodża | 3 - 3 | Malezja  |

#### II runda
| Wietnam Południowy | 4 - 0 | Malezja            |
| Malezja            | 3 - 2 | Wietnam Południowy |

### Grupa C

#### I runda
| Filipiny         | 0 - 2 | Korea Południowa |
| Korea Południowa | 3 - 0 | Filipiny         |

#### II runda
| Korea Południowa  | 2 - 0 | Republika Chińska |
| Republika Chińska | 1 - 2 | Korea Południowa  |

## Turniej główny
| Lp. | Zespół             | Mecze | Z | R | P | Bramki | Pkt. |
| --- | ------------------ | ----- | - | - | - | ------ | ---- |
| 1   | Korea Południowa   | 3     | 2 | 1 | 0 | 9:6    | 5    |
| 2   | Izrael             | 3     | 2 | 0 | 1 | 6:5    | 4    |
| 3   | Hongkong           | 3     | 0 | 2 | 1 | 6:7    | 2    |
| 4   | Wietnam Południowy | 3     | 0 | 1 | 2 | 6:9    | 1    |

| Hongkong           | 2 – 3 | Izrael             |  |
| Korea Płd.         | 2 – 2 | Hongkong           |  |
| Korea Płd.         | 2 – 1 | Izrael             |  |
| Wietnam Południowy | 2 – 2 | Hongkong           |  |
| Izrael             | 2 – 1 | Wietnam Południowy |  |
| Korea Płd.         | 5 – 3 | Wietnam Południowy |  |